# Варбург, Джеймс Пол
Джеймс Пол Варбург (англ. James Paul Warburg; 18 августа 1896, Гамбург — 3 июня 1969) — американский банкир
. Сын Пола Варбурга.
Окончил Гарвардский университет. В 1919—1921 годах работал в Первом Национальном банке Бостона, в 1921—1929 годах — вице-президент Международного акцептного банка, в 1931—1932 годах — его президент. В 1932—1935 годах — заместитель председателя совета директоров Банка Манхэттена (англ. Bank of Manhattan) — одного из предшественников JPMorgan Chase.
В 1932—1934 годах был финансовым советником президента США Франклина Рузвельта. В 1934 году из-за несогласия с некоторыми аспектами Нового курса вышел в отставку, однако в 1941 году вернулся на государственную службу и, в частности, в 1942 году занял пост заместителя директора департамента в Управлении военной информации (en:United States Office of War Information). Варбургу приписывается получившая известный резонанс фраза, сказанная на сенатских слушаниях 1950 года: «Мы должны иметь мировое правительство, нравится это вам или нет. Вопрос лишь в том, добьёмся ли мы этого силой или миром».
В 1918—1934 годах Варбург был женат на композиторе Кей Свифт и сочинял (под псевдонимом Джеймс Пол) стихи для её песен и мюзиклов. Свифт оставила его ради любви к Джорджу Гершвину.